# Girolamo Busale
Girolamo Busale (Napoli, 1520 circa – 1568 circa) è stato un teologo italiano, anabattista antitrinitario.

## Biografia
Le sue origini sono molto incerte: nacque forse a Napoli, probabilmente da una famiglia di ebrei convertiti di origini spagnole. Si pensa che abbia frequentato il circolo degli alumbrados raccolto intorno a Juan de Valdés, mentre è certo che nel 1538 abitasse a Padova insieme con il figlio dell'ambasciatore spagnolo nella Repubblica veneziana.
Non si sa se si iscrisse all'Università, nota per il prevalente indirizzo aristotelico dei suoi corsi, ma certamente assistette alle letture e ai commenti delle Scritture che Marco da Cremona teneva nell'abbazia benedettina di Santa Giustina. Il successo di queste conferenze stava nel rilievo dato da Marco all'influsso dello Spirito santo nell'interpretazione dei testi e all'importanza da lui attribuita alla giustificazione per sola fede quale elemento portante della concezione paolina del cristianesimo.
Nei primi anni Quaranta Busale si ristabilì a Napoli. Aveva ottenuto la commenda dell'abbazia di Sant'Onofrio, a Monteleone, in Calabria, che gli garantiva un'entrata annua di 1.000 ducati, e a Napoli continuò a frequentare il circolo valdesiano la cui direzione, dopo la morte del teologo spagnolo, avvenuta nel 1541, era stata assunta dal connazionale Juan de Villafranca. Nelle riunioni, che si tenevano nella casa di Isabella Bresegna, il Villafranca sottolineava alcuni principi essenziali del nuovo indirizzo da lui dato al circolo: l'antitrinitarismo, la giustificazione per sola fede, l'inessenzialità dei sacramenti e il sonno delle anime tra la morte del corpo e la resurrezione alla fine dei tempi.
Il Villafranca morì nei primi del 1545 e poco dopo il Busale lasciò Napoli. Nel 1549 si trovava a Piacenza presso Isabella Bresegna: qui conobbe l'ex frate olivetano Giovanni Laureto che egli attrasse alle idee antitrinitarie, ed entrambi si trasferirono a Padova nel 1550, dove Girolamo fu raggiunto dal fratello Bruno. Qui, e in altre città venete, erano attive comunità anabattiste. L'incontro con due anabattisti, Benedetto d'Asolo e Niccolò d'Alessandria indussero Girolamo e il Laureto ad aderire all'anabattismo, chiedendo di essere ribattezzati. Nell'occasione, il Busale rinunciò alla rendita dell'abbazia in favore di un fratello, dopo averla offerta alla comunità anabattista che naturalmente rifiutò di accettarla.
L'ingresso del Busale nella comunità di Padova provocò ben presto divergenze a causa del contrasto tra gli originali principi anabattisti e le nuove dottrine antitrinitarie. Ciò indusse a dover considerare l'opportunità di prendere provvedimenti per dirimere questi contrasti che si erano progressivamente estesi anche ad altre comunità anabattiste, come a quella di Vicenza. Per evitare di compromettere irrimediabilmente l'organizzazione unitaria ben avviata tra le comunità anabattiste, per l'autunno del 1550 fu convocato a Venezia, per iniziativa di Benedetto d'Asolo, un sinodo anabattista al quale tuttavia parteciparono solo una quindicina di persone in rappresentanza delle comunità di Padova, Vicenza, Treviso e Asolo. Assenti le altre comunità venete, in particolare quella di Cittadella che condannò esplicitamente l'iniziativa e le novità dottrinali che si volevano introdurre. Assenti anche le comunità tosco emiliane. In questo Sinodo fu stabilito un rigoroso monoteismo, con il rifiuto della dottrina della Trinità e si concordò che Cristo non fosse il messia, ma uomo generato naturalmente da Giuseppe e Maria.
Con l'arresto, avvenuto a Rovigo nel febbraio del 1551, dell'anabattista Benedetto del Borgo - che fu decapitato e arso il 17 marzo successivo - tutte le comunità venete si sentirono in pericolo di persecuzione. Il Busale e il Laureto lasciarono Padova per Napoli, dove Girolamo cominciò a predicare pubblicamente. Quell'imprudenza avrebbe finito per metterlo in seri guai, finché in settembre la famiglia lo convinse a emigrare ad Alessandria d'Egitto. Da questo momento si hanno di lui confuse notizie: tarde testimonianze lo dicono presente in una comunità anabattista di Salonicco, mentre il Biandrata afferma che morì verso il 1568 a Damasco, dove si sarebbe guadagnato da vivere rammendando vestiti.